# Vila Flor
Vila Flor là một huyện thuộc tỉnh Bragança, Bồ Đào Nha. Huyện này có diện tích 266 km², dân số thời điểm năm 2001 là 7913 người.